# 三浦威
三浦 威（みうら たけし、1938年4月2日 - 2013年12月9日）は、日本の俳優。劇団民藝所属。東京都出身。妻は同じく劇団民藝所属の女優・武内悦子。

## 来歴・人物
1957年水品演劇研究所、劇団民藝俳優教室、劇団青年芸術劇場（青芸）を経て、1968年劇団民藝に入団する。初舞台は入団同年の『島』の学役（堀田清美作）。表作に「エレジー 父の夢は舞う」（清水邦夫作、吉村右太役）、「オットーと呼ばれる日本人」（木下順二作、オットー役）など。
最後の舞台は、小幡欣治作『どろんどろん―裏版「四谷怪談」』長谷川勘兵衛役で2013年5月から9月まで全国各地を巡演。
2013年12月9日、肺炎のため、東京都内の病院で死去。75歳没。死去は近親者による葬儀が行われた後の12月13日、劇団民藝によって発表された。

## 出演作品

### 舞台
- 島（1968年）
- もう一人のヒト（飯沢匡作、1970年、香椎宮茂徳王役）
- 破戒（島崎藤村作、1971年、瀬川丑松役）
- 胎内（三好十郎作、1973年、佐山富夫役）
- 星の牧場（庄野英二作、1979年、イシザワ・モミイチ役）
- エレジー 父の夢は舞う（清水邦夫作、1983年、吉村右太役）
- グレイ・クリスマス（斎藤憐作、1992年から1999年、五篠紀孝役）
- オットーと呼ばれる日本人（木下順二作、2000年、オットー役）
- 浅草物語（小幡欣治作、2004年、2007年、2008年、鈴木鐵太郎役）
- 白バラの祈り（リリアン・グローブ作、2007年、2012年、アントン・マーラー役）
- アンネの日記（2011年、デュッセル役）。
- 帰還（坂手洋二作、2011年、山部重臣役）
- どろんどろん―裏版「四谷怪談」（小幡欣治作、2013年、長谷川勘兵衛役）

### 映画
- 女子大学生 私は勝負する（1959年） - 学生
- 戦争と人間 第三部・完結篇（1973年）

### テレビ
- あこがれ
- ウルトラシリーズ
  - ウルトラマン 第11話「宇宙から来た暴れん坊」（1966年） - 記者
  - ウルトラセブン 第12話「遊星より愛をこめて」（1967年） - 青年（スペル星人人間体）
- おかあさん
- 父娘
- 火山脈
- 項羽と劉邦[要出典]
- 三匹の侍 第4シリーズ
- 純愛シリーズ
- 新十郎捕物帖・快刀乱麻
- 青春オリンピック
- 遠山の金さん捕物帳
- どこにもいない
- なつかしき海の歌
- 不屈の青春
- 松山家の人びと
- 良寛さまと子供たち
- 若い山河

### バラエティ
- よくみよう（1968年）